# 茨城県道230号高萩友部線

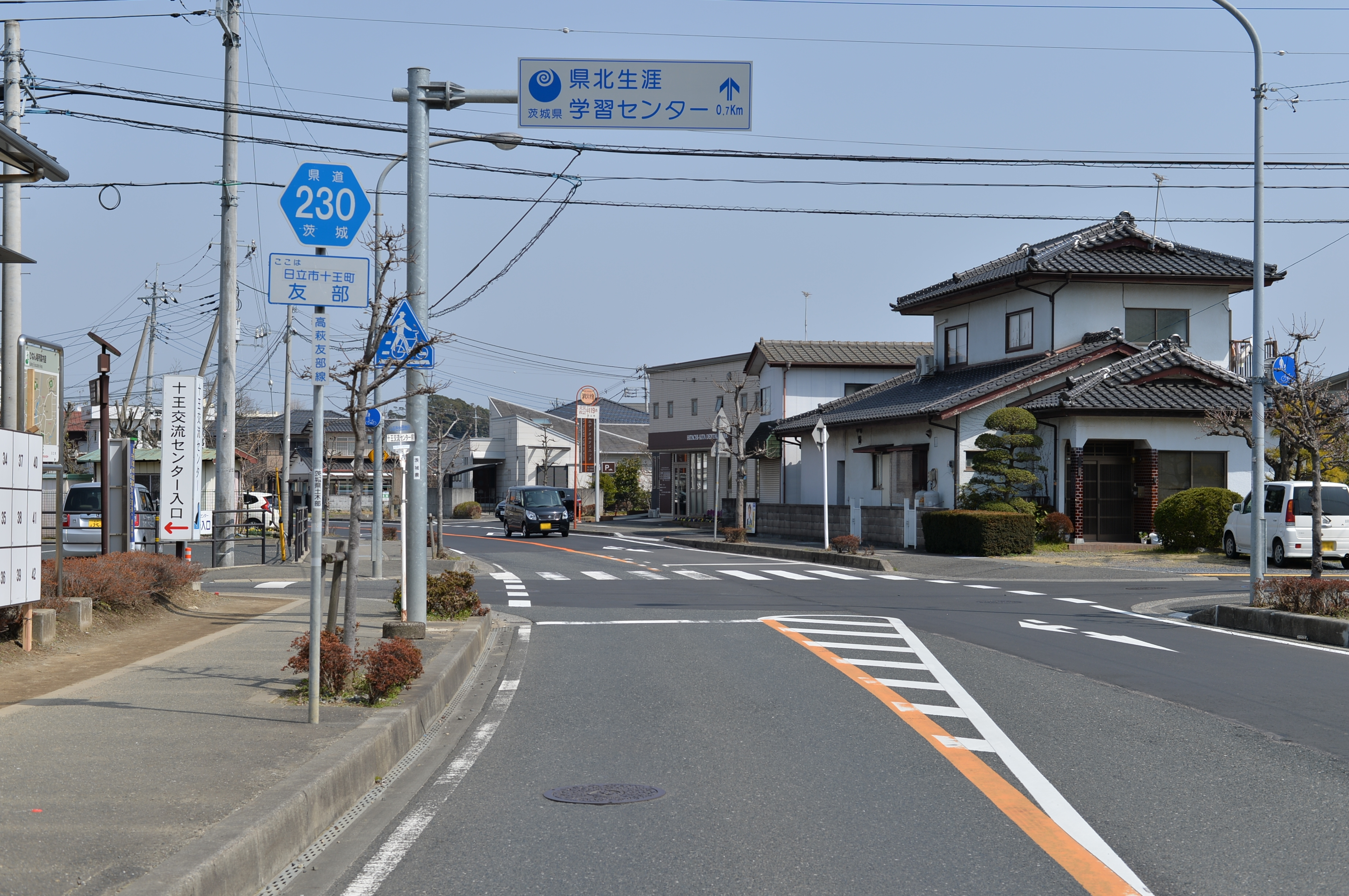
茨城県道230号高萩友部線
日立市十王町友部（2015年3月）

茨城県道230号高萩友部線（いばらきけんどう230ごう たかはぎともべせん）は、茨城県高萩市から日立市十王町友部に至る一般県道である。

## 概要
本路線は、高萩市安良川の安良川西交差点で国道461号より分岐して南方向に向かい、おおよそJR常磐線と並行して日立市十王町友部の十王駅付近で県道日立いわき線に接続する一般県道である。

### 路線データ
- 起点：茨城県高萩市大字安良川字横町731-1番（国道461号交点〈安良川西交差点〉）[1]
- 終点：茨城県日立市十王町友部字屋敷前110番2地先（茨城県道10号日立いわき線・茨城県道297号十王停車場川尻線交点〈十王郵便局前交差点〉）[2]
- 総延長：6.542 km[3]
- 重用延長：なし[3]
- 未供用延長：なし[3]
- 実延長：6.542 km[3]
- 自動車交通不能区間延長[注釈 1]：なし[3]

## 歴史
1965年（昭和40年）、新たな一般県道として、高萩市大字安良川を起点とし、多賀郡十王町大字友部（現、日立市十王町友部）の終点まで至る区間を茨城県が県道路線認定した。1995年（平成7年）に、整理番号変更により現在の整理番号230となり、現在に至る。

### 年表
- 1965年（昭和40年）2月12日
  - 新規路線として、高萩友部線（高萩市大字安良川 - 多賀郡十王町大字友部）を路線認定[4]。
  - 道路区域を、高萩市大字安良川 県道上高倉高萩線分岐から、多賀郡十王町大字友部 主要地方道日立勿来線交点まで（延長6,903 m）とし、供用開始[5]。
- 1971年（昭和46年）9月9日：起点の位置が、高萩市大字安良川字柳町の旧陸前浜街道交点[注釈 2]から、現在の大字安良川字横町（安良川西交差点）に移る[1]。
- 1981年（昭和56年）7月2日：多賀郡十王町大字友部 - 同町大字伊師本郷に道路改良バイパス路（650 m）を供用開始[6]。
- 1988年（昭和58年）1月31日：多賀郡十王町大字友部 - 大字伊師本郷の区間のうち、旧道区間（660 m）を処分[7]。
- 1991年（平成3年）4月4日：十王町大字友部（県北生涯学習センター前 - 十王郵便局前交差点）のバイパス道路が開通する[8]。
- 1992年（平成4年）8月13日：十王町大字友部（県北生涯学習センター前 - 十王駅（旧川尻駅）西口前 - 十王駅西交差点）の旧道が指定解除により町道に降格。終点が十王郵便局前交差点に移る[2]。
- 1995年（平成7年）3月30日：整理番号376から現在の番号（整理番号230）に変更される[9]。
- 2022年（令和4年）7月28日：高萩市大字安良川字西ノ入（国道461号交点） - 同市大字安良川字岩本にバイパスを新設する道路区域を指定[10]。

## 路線状況
道路法の規定に基づき、高萩市安良川（安良川西交差点） - 日立市十王町友部（十王郵便局前交差点）間は、緊急輸送道路として機能を維持するため、災害発生時の被害拡大防止を目的に道路用地内に電柱を建てることが制限されている。

### 道路施設
- 新花貫橋（しんはなぬきはし・花貫川）
高萩市安良川 - 同市石滝の花貫川に架かる2径間鉄骨構造の桁橋。平成8年7月竣工。
- 念仏橋（小石川、日立市十王町伊師本郷）
- 桜橋（十王川、日立市十王町友部）

## 地理
沿線は高萩市から日立市にかけて南北に延びる阿武隈高地（久慈山地）東側の裾野を通っており、カーブ・曲がり角や、緩やかな傾斜のある坂道が所々みられる。高萩市石滝地内の段丘崖では、通称「びんずる坂」とよばれるつづら折りの急坂がある。

### 通過する自治体
- 茨城県
  - 高萩市 - 日立市

### 交差する主な道路
- 国道461号（高萩市安良川）
- 茨城県道10号日立いわき線（日立市十王町友部）
- 茨城県道297号十王停車場川尻線（日立市十王町友部）

### 沿線
- 茨城大学宇宙電波館（高萩市石滝）
- KDDI茨城衛星通信センター
- 森林総合研究所林木育種センター（日立市十王町伊師）
- 大心苑十王ゴルフコース（日立市十王町友部）